# البحرية الفيتنامية الجنوبية
البحرية الفيتنامية الجنوبية ، ويسمى في التسمية الرسمية: البحرية الفيتنامية (بالفيتنامية: Hải quân Việt Nam Cộng hòa) ، هي القوة البحرية التابعة لفيتنام الجنوبية ، يبلغ عدد سفنها نحو 1400 سفينة عسكرية واثنان وأربعون ألف جندي، أنتهت الوجود الفيتنامي الجنوبي بعد سقوط سايغون سنة 1975.

## وصلات خارجية
- US Naval Historical Center : Navy of the Republic of Vietnam
- vietnamresearch.com: Republic of Vietnam Navy